# The Jungle (stade)
Pour les articles homonymes, voir La Jungle.
The Jungle est un stade anglais de rugby à XIII d'une capacité de 11 750 places. Il est le stade officiel de l'équipe de rugby à XIII des Castleford Tigers qui dispute chaque saison la Super League.
Le stade se situe dans la ville de Castleford dans le comté du Yorkshire de l'Ouest en Angleterre.

## Histoire

### Réaménagement en 2024
A plusieurs reprises au cours des années 2010, il est présenté des réaménagements du stade mais chaque projet se heurte devant le refus de l'agence de l'Environnement en raison de son impact sur les risques d'inondation. Finalement, il faut attendre l'année 2023 pour obtenir cette autorisation de réaménagement en prenant en compte les risques d'inondations avec des travaux prévus sur l'année 2024. L'objectif de ce réaménagement est de se conforter aux prérequis imposés par la société IGM qui gère la Super League dans lequel évolue le club de rugby à XIII de Castleford Tigers,.
Ce réaménagement comprend notamment la construction d'une nouvelle tribune avec salle de réception d'entreprises, pendant que les trois autres tribunes sont l’objet d'une rénovation pour des mises aux normes,. La ville de Castleford qui avait auparavant travaillé sur le projet d'un nouveau stade qui fut abandonné a décidé d'octroyer cette somme à ce projet de rénovation en débloquant 12,2 millions de livres sterling. La seule réserve à ce projet reste l'accord du Conseil de Wakefield qui traite le volet de l'urbanisme,.